# Guadeloupisk kreol
Guadeloupisk kreol (eget namn kréyòl gwadloupéyen) är ett franskbaserat kreolspråk som talas på Guadeloupe och delvis också på Martinique. På grund av detta kan man tala om gouadeloupisk-martinikansk kreol.
Språket har cirka 430 000 talare. Vid sidan av martinikiska kreoltalare så förstår haitiskans talare också språket.
Guadaloupisk kreol har ingen skriftlig standard.

## Fonologi

### Konsonanter
|             | Labial | Alveolar | Postalveolar | Palatal | Velar  | Glottal |
| ----------- | ------ | -------- | ------------ | ------- | ------ | ------- |
| Nasal       | m      | n        |              | ɲ       | ŋ      |         |
| Klusil      | p \| b | t \| d   |              |         | k \| g |         |
| Affrikat    |        |          | t͡ʃ \| d͡ʒ     |         |        |         |
| Frikativ    | f \|v  | s \| z   | ʃ \| ʒ       |         |        | h       |
| Lateral     |        | l        |              |         |        |         |
| Tremulant   |        | r        |              |         |        |         |
| Approximant |        |          |              | j       | w      |         |

Källa:

### Vokaler
|            | Främre | Central | Bakre |
| ---------- | ------ | ------- | ----- |
| Sluten     | i      |         | u     |
| Halvsluten | e      |         | o     |
| Halvöppen  | ɛ      |         | ɔ     |
| Öppen      |        | a       |       |

Källa: